# Atlantic Coast Line
| Par–Newquay              | Par–Newquay          |
| ------------------------ | -------------------- |
| St Blazey station (2018) |                      |
| Atlantic Coast Line      |                      |
| Streckenlänge:           | 33 km                |
| Spurweite:               | 1435 mm (Normalspur) |
| Streckengeschwindigkeit: | 80 km/h              |
|                          |                      |

Die Atlantic Coast Line ist eine Eisenbahnstrecke in Cornwall, die von Par nach Newquay führt.

## Streckenführung
Mit einer Länge von etwa 32 Kilometern durchquert die Strecke eine der landschaftlich schönsten Gegenden Englands, einschließlich des Luxulyan Valley, das als UNESCO-Weltkulturerbe anerkannt ist, sowie das Naturschutzgebiet Goss Moor.

## Geschichte
Ursprünglich wurde die Strecke als " Newquay  Railway" von dem Bergbau-lndustruellen Joseph Treffry als Teil des  Schmalspurnetzwerks Treffry Tramways ab 1849 betrieben, um Mineralien, insbesondere Kaolin, aus den Bergbaugebieten aus der Gegend um St Dennis und Bugle zum Export zum Hafen von Newquay zu transportieren. Sie wurde zunächst als Pferdebahn betrieben. Ab 1872 wurde sie von der Cornwall Minerals Railway übernommen, auf Normalspur  für den  zusätzlichen Personenverkehr ausgebaut und mit Dampflokomotiven betrieben. 
Ab 1877 wurde die  Strecke von der Great Western Railway (GWR) gepachtet und betrieben und 1896 komplett übernommen. 1948 ging sie in die British Rail über.
Die Atlantic Coast Line ist seit 2006 Teil des „Community Rail“-Netzwerks und wird seit 2015 von der neuen Great Western Railway betrieben. Die Modernisierung der Strecke ist Teil des 2024 gestarteten Infrastrukturprojekts Mid Cornwall Metro.
Die Strecke hat sich von einem industriellen Transportmittel zu einer wichtigen Verbindung für Pendler und Touristen entwickelt.

## Heutige Bedeutung
Die Strecke ist neben dem reinen Personenverkehr ein beliebtes Ziel für Touristen. Aus den Zügen bieten sich Ausblicke auf die Landschaft Cornwalls, was diese zu einer Hauptattraktion für Besucher macht, die die Region erkunden möchten. Die Verbindung nach Newquay, einem für seine Strände und Surfmöglichkeiten beliebten Küstenort, macht die Strecke zu einem wichtigen Bestandteil des regionalen Verkehrsnetzes.